# Dancing King
«Dancing King» es una canción del comediante surcoreano Yoo Jae Suk y la boy band EXO. La canción es una parte de SM Station y es un sencillo de colaboración para el programa de variedades Infinite Challenge. Fue publicado digitalmente el 17 de septiembre de 2016 por S.M. Entertainment.

## Antecedentes y lanzamiento
El 12 de septiembre de 2016, se reveló que el próximo sencillo de SM Station, titulado «Dancing King contaría con la colaboración entre Yoo Jae Suk y EXO, y se estrenará el 17 de septiembre. Las ganancias del sencillo serán donados. El sencillo es descrito como una canción de danza basada en instrumentos de viento y el ritmo apasionado del samba.

## Vídeo musical
El vídeo musical fue publicado el mismo día que el lanzamiento del sencillo. Ofrece escenas de los ensayos y las actuaciones del grupo en la gira EXO FROM. EXOPLANET ＃3 - The EXO'rDIUM en Bangkok entremezclado con vídeos de Yoo Jae Suk.

## Actuación en vivo
El grupo y Yoo interpretaron la canción en el concierto EXO Planet 3 ─ The EXO'rDIUM en Bangkok el 11 de septiembre de 2016 antes de su lanzamiento. La actuación fue transmitida en el episodio n.º 498 de Infinite Challenge que presentó el ensayo de los chicos para la canción

## Actuación comercial
Tras su lanzamiento, «Dancing King» rápidamente alcanzó la cima en siete listas musicales en línea de Corea del Sur. La canción debutó en el segundo puesto de Gaon Digital Chart de Corea del Sur y en US World Digital Songs de Billboard. La canción ocupó el primer lugar en la lista de música Xiami de China durante dos días.

## Posicionamiento en listas

### Lista semanales
| Lista (2016)                             | Mejor posición |
| ---------------------------------------- | -------------- |
| Sencillos surcoreanos (Gaon Music Chart) | 2              |
| US World Digital Songs (Billboard)       | 2              |

### Lista mensual
| Lista (2016)                               | Mejor posición |
| ------------------------------------------ | -------------- |
| Sencillos surcoreanos (Gaon Digital Chart) | 10             |

### Lista de fin de año
| Lista (2016)                               | Mejor posición |
| ------------------------------------------ | -------------- |
| Sencillos surcoreanos (Gaon Digital Chart) | 90             |

## Ventas
| Región               | Ventas  |
| -------------------- | ------- |
| Corea del Sur (Gaon) | 648 506 |

## Premios y nominaciones
| Año  | Premio                  | Categoría                    | Resultado |
| ---- | ----------------------- | ---------------------------- | --------- |
| 2017 | Gaon Chart K-Pop Awards | Canción del año (septiembre) | Nominado  |

## Historial de lanzamiento
| Región        | Fecha                    | Formato          | Distribuidor                 |
| ------------- | ------------------------ | ---------------- | ---------------------------- |
| Corea del Sur | 17 de septiembre de 2016 | Descarga digital | S.M. Entertainment, KT Music |
| Mundo         | 17 de septiembre de 2016 | Descarga digital | S.M. Entertainment, KT Music |